# Criobostrixita
La criobostrixita és un mineral de la classe dels halurs. El nom del mineral es basa en dues paraules gregues, κρύος, fred o gel, i βóστρυξ, arrissat, que reflecteix l'aspecte típic: visualment, els antodits del mineral són molt similars als rínxols de gel.

## Característiques
La criobostrixita és un clorur de fórmula química KZnCl₃(H₂O)∙H₂O. Va ser aprovada com a espècie vàlida per l'Associació Mineralògica Internacional l'any 2014. Cristal·litza en el sistema monoclínic. La seva duresa a l'escala de Mohs és 2. Es troba relacionada químicament amb la flinteïta i la mellizinkalita (ambdues anhidres).
L'exemplar que va servir per a determinar l'espècie, el que es coneix com a material tipus, es troba conservat a les col·leccions del Museu Mineralògic Fersmann, de l'Acadèmia de Ciències de Rússia, a Moscú (Rússia), amb el número de registre: 4576/1.

## Formació i jaciments
És un mineral secundari format a la zona superior, moderadament calenta (30-80 °C), de fumaroles actives, probablement com a producte de les interaccions entre els sublimats volcànics d'alta temperatura i l'aigua meteòrica. Va ser descoberta al camp de fumaroles del nord del primer con d'escòria de l'Avanç nord, dins la Gran erupció fissural del volcà Tolbàtxik, al krai de Kamtxatka (Rússia). Es tracta de l'únic indret de tot el planeta on ha estat descrita aquesta espècie mineral.